# Joan Sala i Papell
Joan Sala i Papell (Besalú, Garrotxa, 1839 - Amposta, Montsià, 1895) va ésser un metge que signà el Missatge a la Reina Regent (1888) i fou designat delegat a l'Assemblea de Manresa (1892).